# 童子山公園
童子山公園（どうじやまこうえん）は、兵庫県西脇市西脇にある都市公園（総合公園）である。

## 概要
西脇市内の童子山（標高96.7 m）にある公園。遊歩道・展望台・四阿(あずまや)・芝生広場・屋外ステージ・遊具(滑り台他)・バードケージ・人工池・公衆トイレなどが整備されている。展望台から西脇市街を一望できる。公園内には総合市民センター、郷土資料館などが併設されている。総合市民センター内にある「おまつり広場」では毎年8月に「へその西脇・織物まつり」が開催されている。施設入場料は全館無料、駐車場は100台収容可能。
1910年（明治43年）から公園として整備され、一度荒廃したが1971年（昭和46年）からの再整備により現在の形となった。

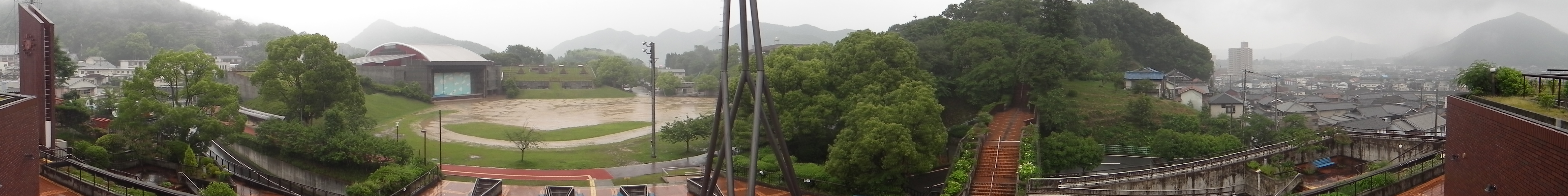
童子山180°展望

## 施設
1984年（昭和59年）から2016年（平成28年）までは郷土資料館と同じ建物の1階に西脇市図書館が設置されていたが、Miraie（西脇市茜が丘複合施設）の開業に伴い同施設内へ移転している。

### 西脇市総合市民センター
部屋数15部屋、2,500人を収容可能（宿泊不可）。体育館・武道館・研修館を併設、館内に西脇市子育て学習センターがある。
- 所在地: 〒677-0015 兵庫県西脇市西脇790番地15号
- 営業時間: 9:00 - 21:00
- 休館日: 月曜（祝日の際は翌日）、年末年始

### 西脇市郷土資料館
播州織の歴史、昔の農機具・日常雑貨を常設展示している他、定期的に各種特別展を開催している。年間入館者数12,000人。
- 所在地: 〒677-0015 兵庫県西脇市西脇790番地14号
- 営業時間: 10:00 - 18:00
- 休館日: 月曜（祝日の際は翌日）、年末年始、祝祭日を除く毎月末日
- ひょうごっ子ココロンカードの対象施設になっている。

### フーコーの振り子

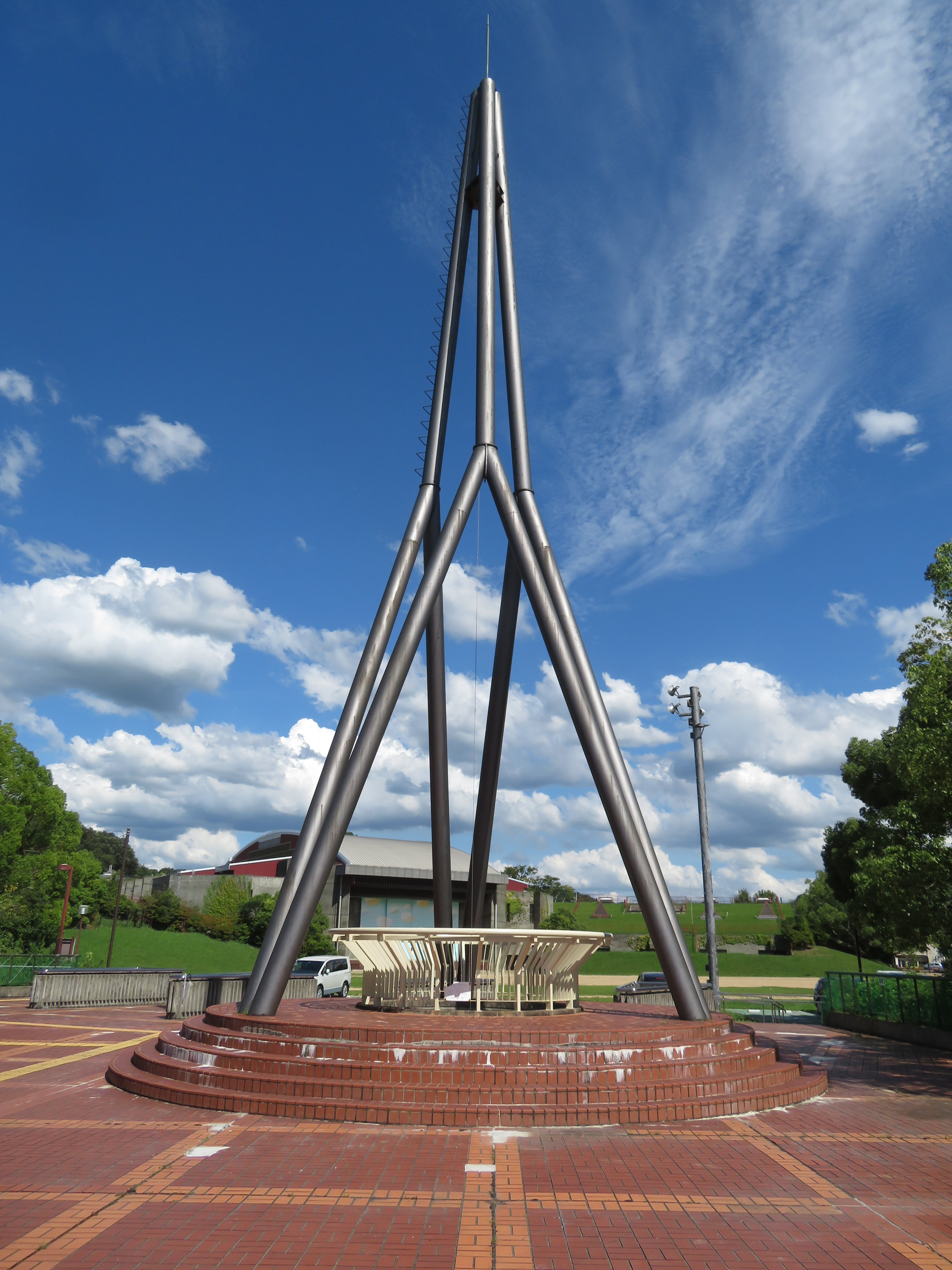
フーコーの振り子

1981年に開催の神戸ポートアイランド博覧会の川鉄地球館で設置されたフーコーの振り子を移設したものである。博覧会後に西脇市に寄贈され、童子山公園に設置された。2011年4月24日に「西脇ふりこフェスティバル」が開催され7時間稼働した。2019年9月現在、稼働せず。

## 交通アクセス
- JR加古川線西脇市駅下車→神姫バス東本町バス停下車→徒歩8分。

## ギャラリー

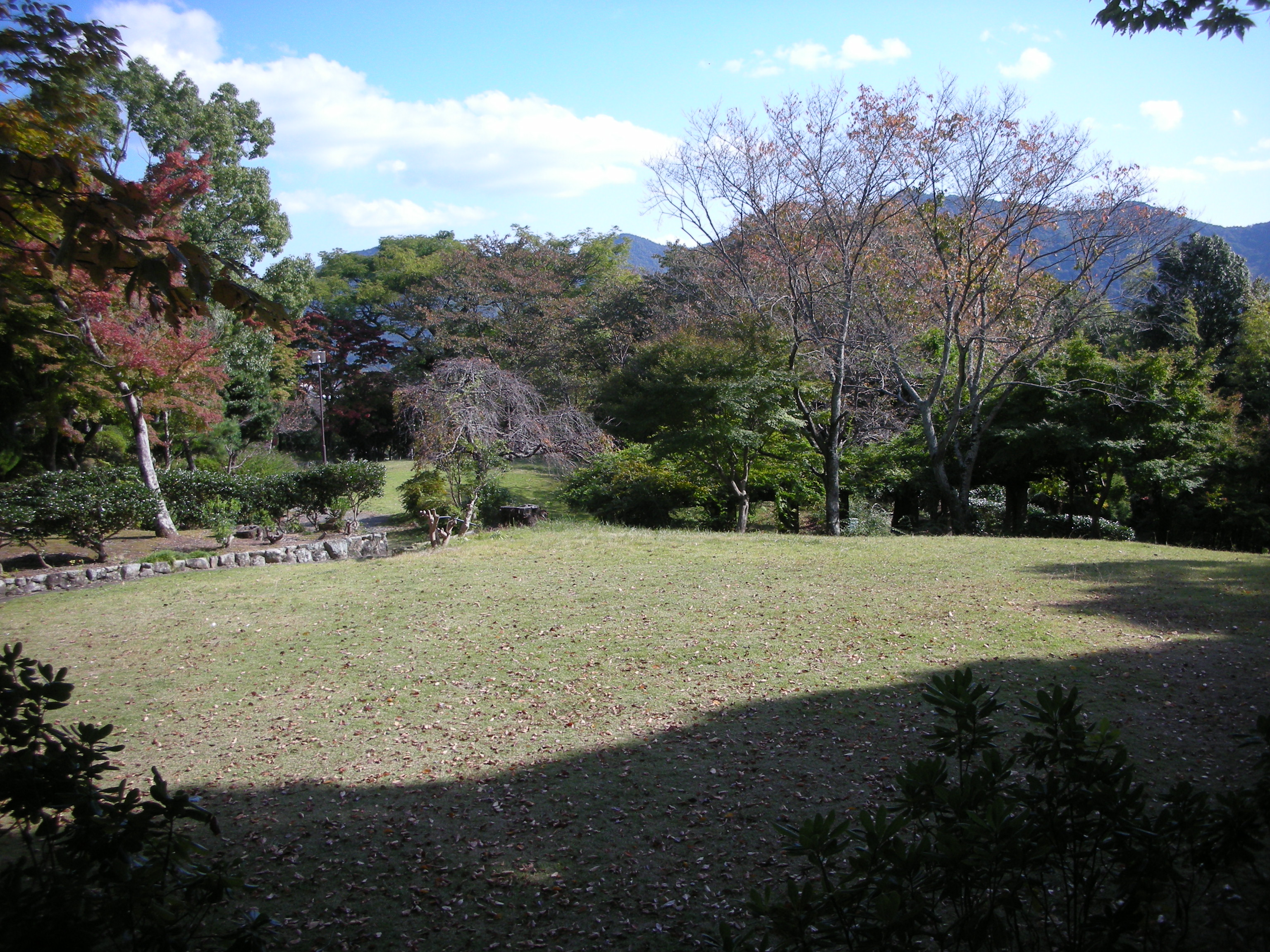
芝生広場
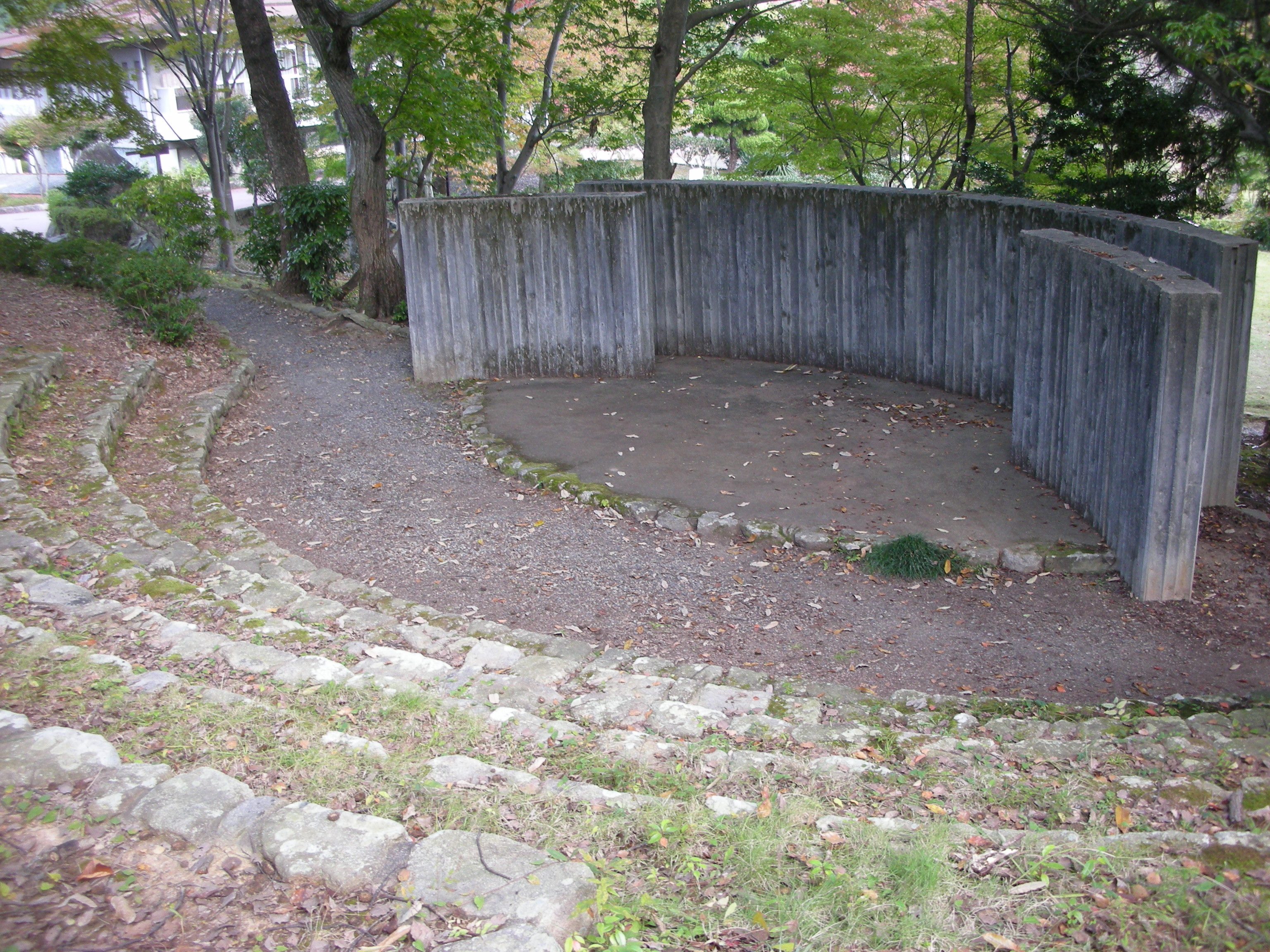
屋外ステージ
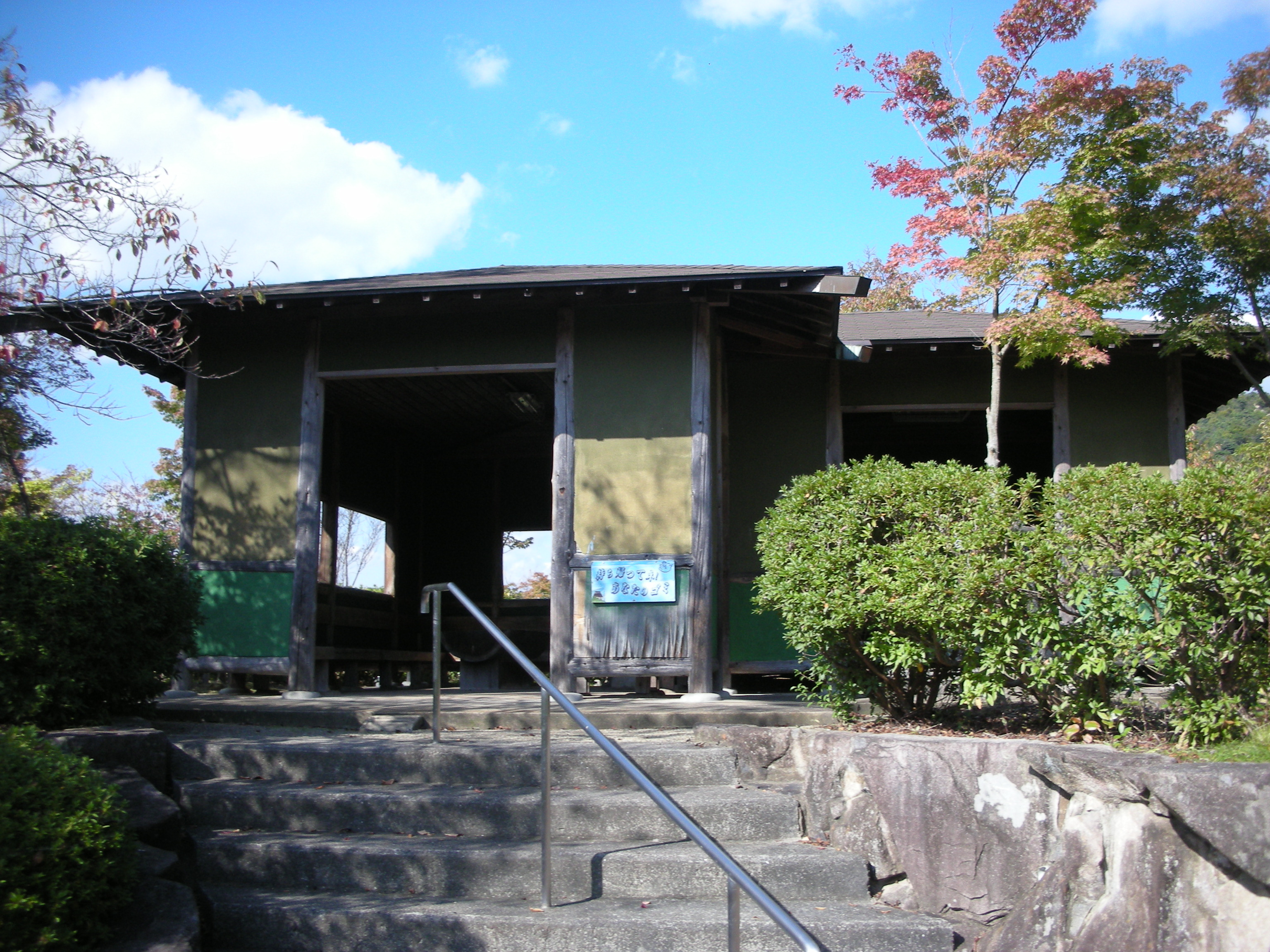
あずまや
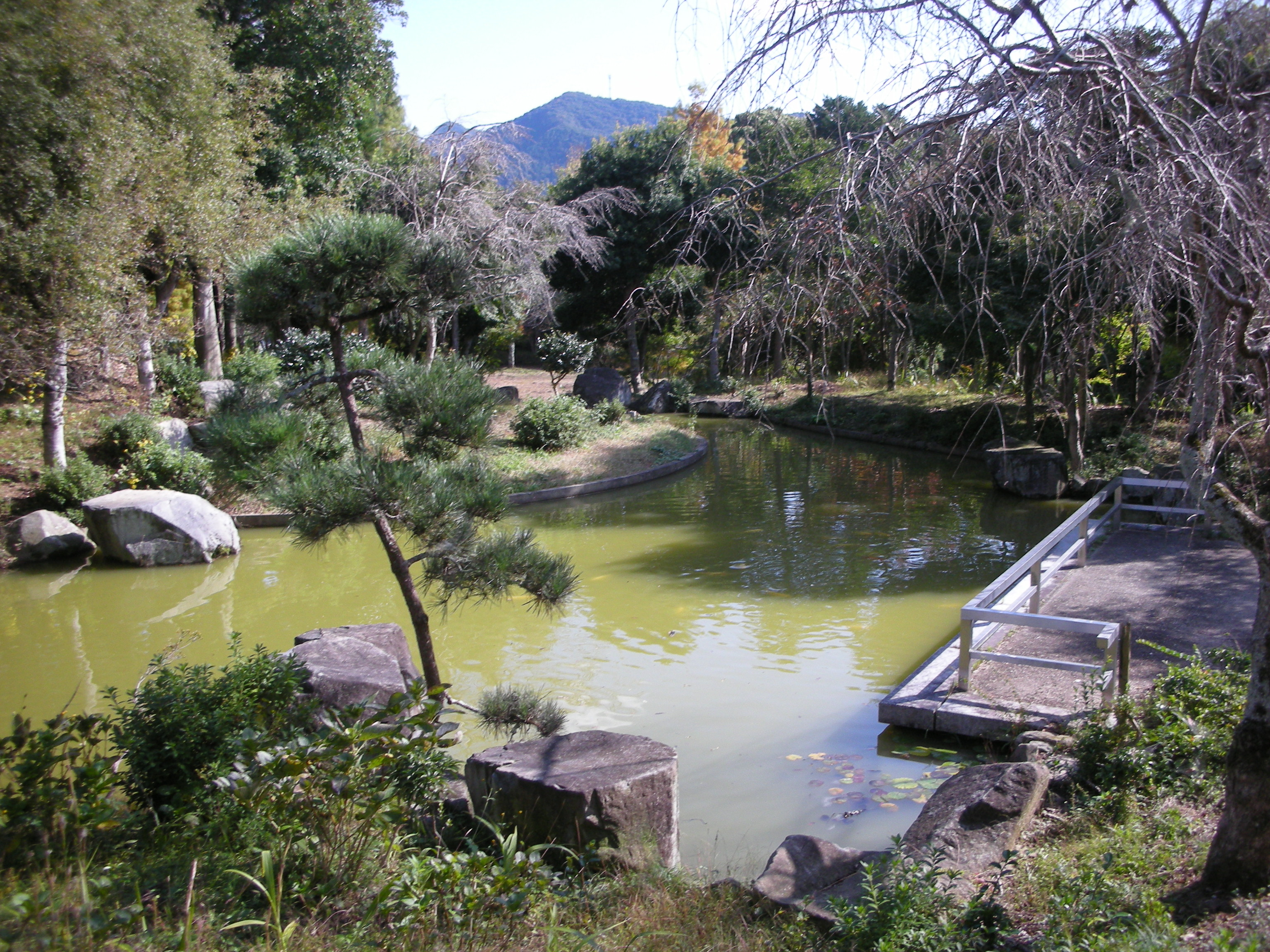
人工池
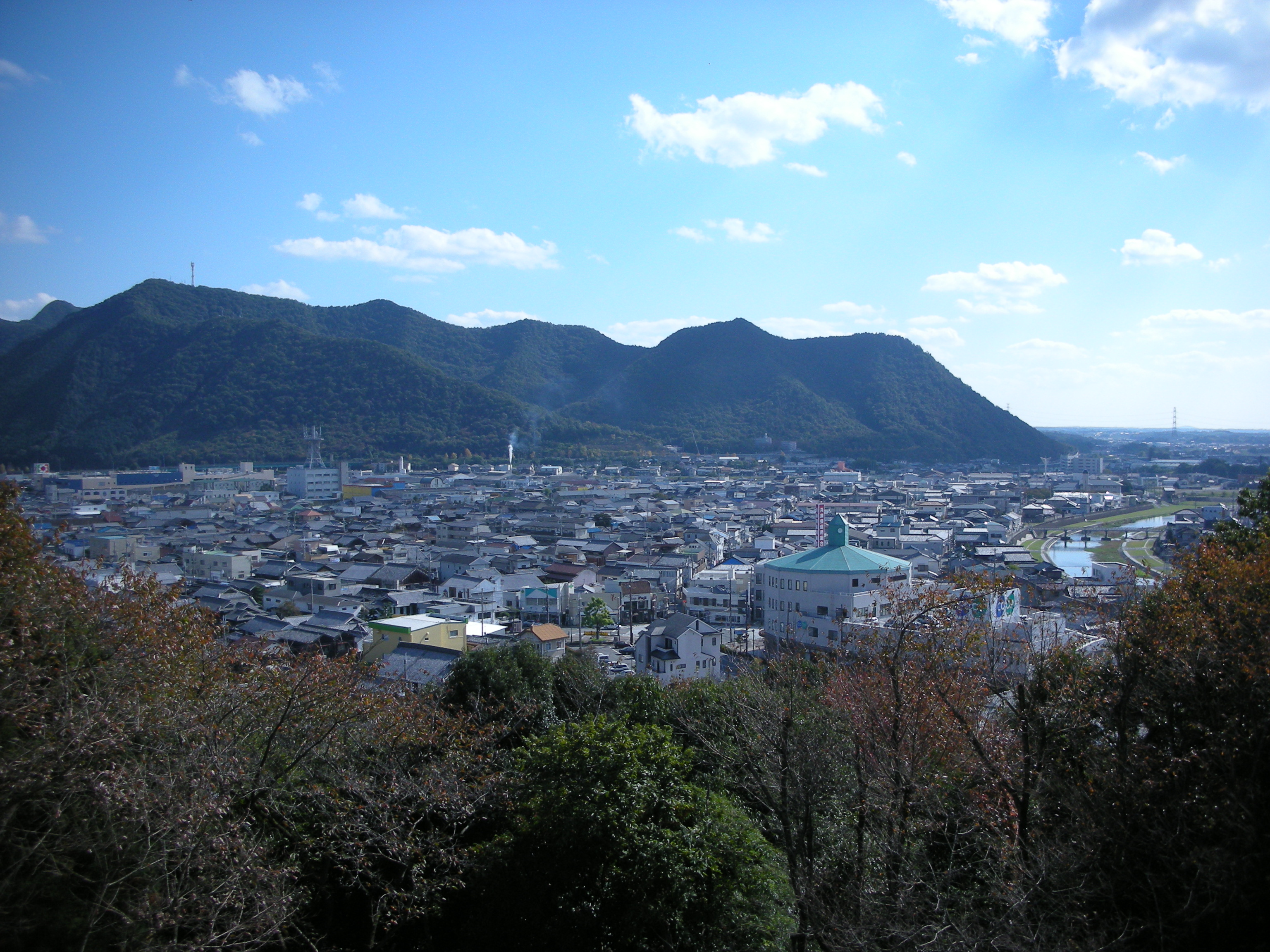
展望台からの眺望
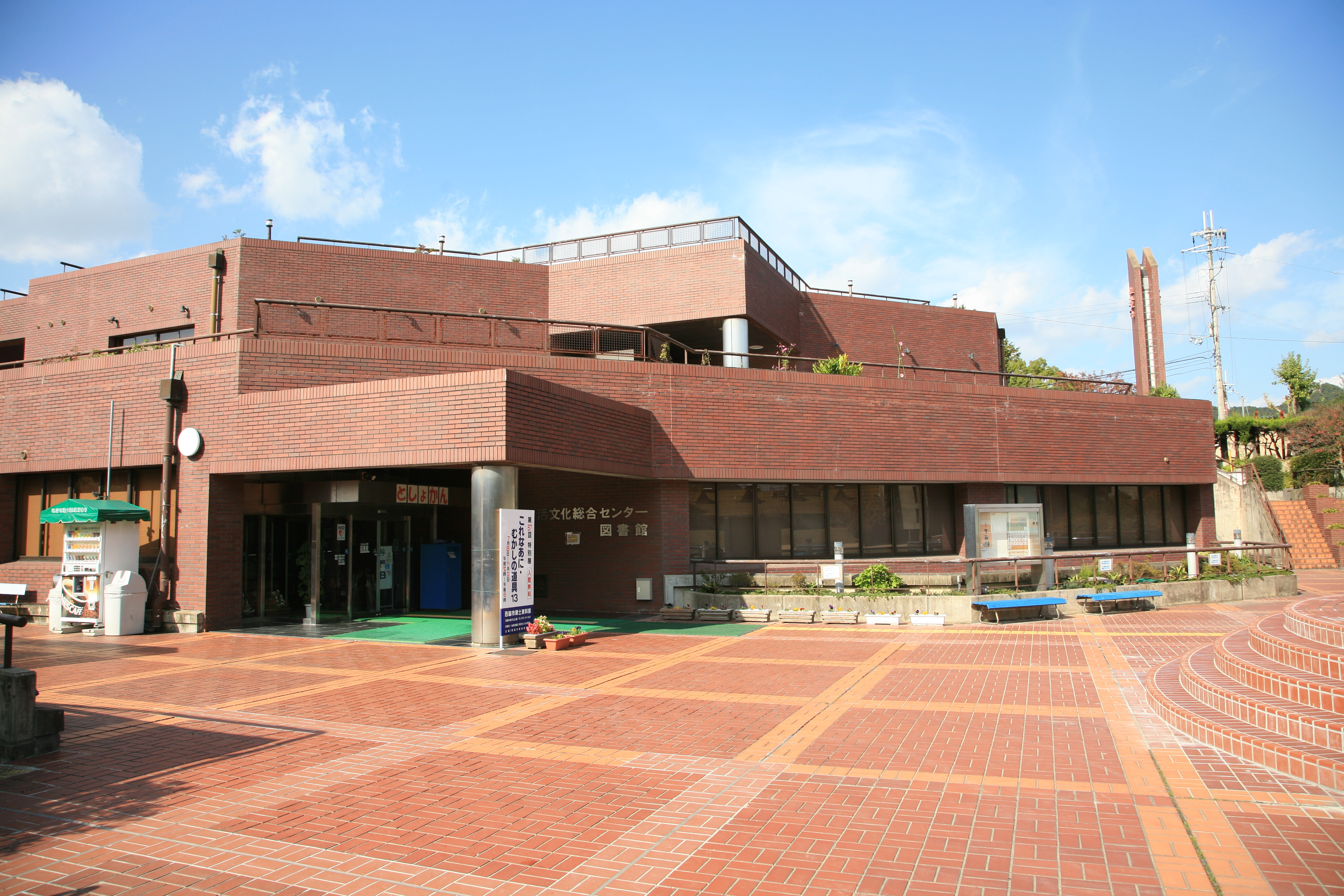
郷土資料館